# فؤاد اصلانوف
فؤاد اصلانوف (انگلیسی: Fuad Aslanov؛ زادهٔ ۲۸ ژوئن ۱۹۷۶) ورزشکار بوکس اهل جمهوری آذربایجان است.
وی در مسابقات کشوری و بین‌المللی در مجموع برندهٔ ۱ مدال برنز شده‌است.